# Square (cryptographie)
Pour les articles homonymes, voir Square.
Meilleure cryptanalyse
attaque carrée par Lars Knudsen
Square (parfois écrit SQUARE) est un algorithme de chiffrement de bloc conçu par Joan Daemen et Vincent Rijmen. Ses spécifications, publiées en 1997, formèrent une base pour l'algorithme Rijndael des mêmes auteurs, un chiffrement qui fut adopté lors du concours AES dans le cadre du nouveau standard Advanced Encryption Standard.
Il est basé sur un réseau de substitution-permutation avec 8 tours et des blocs de 128 bits. La clé possède 128 bits. L'algorithme n'a fait l'objet d'aucun brevet.
Square fut introduit en même temps qu'une nouvelle forme de cryptanalyse nommée l'attaque carrée élaborée par Lars Knudsen.